# Floirac, Gironde
Floirac (gaskonsko Hloirac) je jugovzhodno predmestje Bordeauxa in občina v jugozahodnem francoskem departmaju Gironde regije Nove Akvitanije. Leta 2009 je naselje imelo 15.882 prebivalcev.

## Geografija
Naselje leži v pokrajini Gaskonji na desnem bregu reke Garone, 6 km jugovzhodno od središča Bordeauxa.

## Uprava
Floirac je sedež istoimenskega kantona, v katerega sta poleg njegove vključeni še občini Bouliac in Tresses s 23.024 prebivalci.
Kanton Floirac je sestavni del okrožja Bordeaux.

## Zanimivosti
- observatorij Bordeaux, postavljen v letu 1878,
- cerkev sv. Vincenca, zgrajena v romanskem, gotskem in neogotskem slogu.

## Pobratena mesta
- Burlada (Navarra, Španija),
- Diébougou (Burkina Faso).

## Osebnosti
- Georges Rayet (1839-1906), astronom, ustanovitelj mestnega observatorija;